# János Kőrössy
János Kőrössy (ook Jancsy Korossy, Cluj, 26 december 1926 -  21 januari 2013) was een Roemeense jazzpianist, arrangeur en componist.

## Biografie
Kőrössy trad in de jaren 60 op in studenten- en jazzclubs in Boekarest, aanvankelijk als solist, daarna in een trio met bassist Johnny Răducanu en drummer Bob Iosifescu. Het trio nam met saxofonist Dan Mândrilă op voor Radiodifuziunii Române. In de jaren erop trad hij op in landen van het Warschaupact, op het Internationalen Jazzfestival in Praag (1960), Warschau (1961) en Boedapest (1962). In Polen ontstonden in 1961 opnamen met Roman Dyląg, Adam Jędrzejowski en Bernt Rosengren (Jancy Körössy in Poland). Voor het label Supraphon nam hij het album Iancsy Körössy – Jazz Recital op, gevolgd door Iancsy Körössy Plays His Own Compositions (Supraphon), Körössy János és együttes (Qualiton), Iancsy Körössy – Seria Jazz nr. 1 (Electrecord, in 1993 opnieuw uitgebracht în de serie Jazz Restitutio). Hij werkte ook mee aan de filmmuziek voor Alo, aţi greşit numărul. 
In 1969 emigreerde Körössy naar de Bondsrepubliek Duitsland, waar hij datzelfde jaar opnames maakte voor MPS (Identification, met Charly Antolini en Hans Rettenbacher). Zijn bewonderaar Willis Conover van Voice of America opende voor hem de deur voor optredens in de Verenigde Staten. Hij speelde in Atlanta en werkte onder andere met Zoot Sims. In 1990 keerde hij naar Roemenië terug en trad daar op tijdens verschillende festivals, zoals in 1993 op het Festivalurile de Jazz de la Costineşti şi Galaţi en in 2001 op het Internationalen Jazzfestival in Boekarest. Hij trad verder op met Amerikaanse musici als Peter Perfido, James Singleton en Lee Konitz. Er verschenen enkele CD's: Sweet Home, Dor de acasă (in een duo met Ramona Horvath, op het label Electrecord) en Live In Graz. Na een gezamenlijke tournee met Nicolas Simion in 2001 keerde hij opnieuw langdurig naar Europa terug.
Korossy combineerde Roemeens volksmuziek met Amerikaanse jazz-ritmes, te horen op de dubbel-lp American Impressions & Romanian Landscapes. Hij arrangeerde in jazz-stijl de Rhapsodie No. 1 van George Enescu.

## Prijzen en onderscheidingen
In 1975 werd hij door Jimmy Carter onderscheiden voor zijn buitengewone verdiensten in de jazz. In 2002 eerde Radio Romania hem als de belangrijkste Roemeens muzikant. In 2006 kreeg hij de Orde van de ster van Roemenie (Commandeur).